# Список судинних рослин України — черсакоцвіті
Список місцевих рослин України з порядку черсакоцвіті є продовженням Списку судинних рослин України. Черсакоцвіті (Dipsacales) в рідній флорі України представлені родинами: пижмівкові (Adoxaceae) [у т. ч. Viburnaceae] та жимолостеві (Caprifoliaceae) [у т. ч. Valerianaceae та Dipsacaceae].

### Місцеві черсакоцвіті (Dipsacales)
| №  | Вид | Розповсюдження в Україні | Джерело інформації | Родина                     | Зображення |
| -- | --- | --- | ------------------ | -------------------------- | ---------- |
| 1  | Лінея північна Linnaea borealis L.                                                                                | У зарослях сосен жереп в горах, на рівнині в соснових лісах — у Карпатах. У ЧКУ має статус «зникаючий» | [ 2 ]              | Пижмівкові Adoxaceae       |            |
| 2  | Пижмівка звичайна Adoxa moschatellina L.                                                                          | У лісах, серед чагарників, у байракових лісах — майже на всій території, крім півдня Степу та Криму | [ 3 ]              | …                          |            |
| 3  | Бузина трав'яна Sambucus ebulus L.                                                                                | На лісових порубях, узліссях, серед чагарників, по берегах водойм, у бур'янистих місцях — спорадично в Правобережному Лісостепу, гірському Криму та на Керченському півострові, частіше; у Карпатах, на Поліссі та Лівобережжі, рідше | [ 4 ]              | …                          |            |
| 4  | Бузина чорна Sambucus nigra L.                                                                                    | У лісах, серед чагарників, на лісових порубках — майже на всій території | …                  | …                          |            |
| 5  | Бузина червона Sambucus racemosa L.                                                                               | У лісах, серед чагарників — У Карпатах найчастіше; у Прикарпатті, Расточчі-Опіллі, на заході Поліссі, часто; у Лісостепу, рідко | …                  | …                          |            |
| 6  | Гордовина Viburnum lantana L.                                                                                     | У лісах, серед чагарників, на кам'янистих схилах, подекуди культивують — у Прикарпатті, Розточчі-Опіллі, Лісостепу (на Правобережжі), Степу (на заході), зх. ч. гірського Криму, досить рідко                                         | …                  | …                          |            |
| 7  | Калина звичайна Viburnum opulus L.                                                                                | У лісах, серед чагарників, на берегах річок, на луках — майже на всій території, в гірському Криму, крім яйли, досить рідко, часто культивують                                                                                        | …                  | …                          |            |
| 8  | Головачка шкіряста Cephalaria coriacea (Willd.) Roem. & Schult.                                                   | На сухих кам'янистих схилах, осипах, скелях — у гірському Криму, звичайно | [ 5 ]              | Жимолостеві Caprifoliaceae |            |
| 9  | Головачка Дмитра Cephalaria demetrii Bobrov                                                                       | На щебенистих схилах — у Криму, рідко; ендемік Криму. У ЧКУ має статус «зникаючий» | …                  | …                          |            |
| 10 | Головачка Литвинова Cephalaria litvinovii Bobrov                                                                  | У чагарниках, балках, вологих місцях — у лівобережному Степу, рідко (Луганська область). У ЧКУ має статус «зникаючий» | …                  | …                          |            |
| 11 | Головачка трансильванська Cephalaria transsylvanica (L.) Roem. & Schult.                                          | На сухих кам'янистих схилах, у степах, біля доріг, парканів — у басейні Дністра, на крайньому південному сході та в Криму | …                  | …                          |            |
| 12 | Головачка уральська Cephalaria uralensis (Murray) Roem. & Schult.                                                 | На сухих кам'янистих схилах, вапняках, крейді — у Лісостепу, Степу, Криму | …                  | …                          |            |
| 13 | Dipsacus fullonum L., syn. Dipsacus sylvestris Huds.                                                              | У лісах, чагарниках, біля доріг — у лісових районах і Лісостепу, а також Закарпатті та Криму | [ 5 ]              | …                          |            |
| 14 | Черсак Ґмеліна Dipsacus gmelinii M.Bieb.                                                                          | На вологих місцях по чагарниках — у Донецькому Лісостепу, Степу, зрідка | …                  | …                          |            |
| 15 | Черсак кінчастий Dipsacus laciniatus L.                                                                           | У лісах, чагарниках — на південному заході, півдні, у Криму | …                  | …                          |            |
| 16 | Черсак волосистий Dipsacus pilosus L.                                                                             | У тінистих місцях на лісових узліссях — у Карпатах, на Правобережжі, рідко на Лівобережжі (Лубни, Харків), у Криму | [ 6 ]              | …                          |            |
| 17 | Черсак щетинястий Dipsacus strigosus Willd. ex Roem. & Schult.                                                    | У заростях чагарників, в тіні і як бур'ян — на Лівобережжі, в Лісостепу, Степу та Криму | …                  | …                          |            |
| 18 | Свербіжниця польова Knautia arvensis (L.) Coult.                                                                  | На луках, узліссях світлих лісів — на всій території | [ 6 ]              | …                          |            |
| 19 | Свербіжниця лісова Knautia dipsacifolia Kreutzer                                                                  | На луках, у чагарниках лісового поясу, на узліссях — у Карпатах, рідше на Поліссі та Розточчі | …                  | …                          |            |
| 20 | Knautia longifolia (Waldst. & Kit.) W.D.J.Koch                                                                    | У Карпатах; для України вид раніше помилково наводився під назвою Knautia kitaibelii | [ 7 ]              | …                          |            |
| 21 | Lomelosia argentea (L.) Greuter & Burdet, syn. Scabiosa argentea L., Scabiosa taurica Kotov, Scabiosa ucranica L. | На пісках, у піщаних степах, на кам'янистих схилах — у Лісостепу і Степу звичайно; також у Криму | [ 5 ]              | …                          |            |
| 22 | Lomelosia micrantha (Desf.) Greuter & Burdet, syn. Scabiosa micrantha Desf.                                       | На сухих кам'янистих схилах — у Криму, звичайно | …                  | …                          |            |
| 23 | Lomelosia rotata (M.Bieb.) Greuter & Burdet, syn. Scabiosa rotata M.Bieb.                                         | На сухих кам'янистих схилах — на сх. ч. ПБК (від Нового Світу до Планерського), зрідка | …                  | …                          |            |
| 24 | Жимолость блакитна Lonicera caerulea L.                                                                           | На верхньому кордоні лісу — у Карпатах (гора Петрос). У ЧКУ має статус «рідкісний» | [ 3 ]              | …                          |            |
| 25 | Жимолость чорна Lonicera nigra L.                                                                                 | У ялинових та букових лісах, на узліссях, кам'янистих схилах, на берегах гірських струмків — у Карпатах, звичайно; в Прикарпатті, зрідка                                                                                              | …                  | …                          |            |
| 26 | Жимолость звичайна Lonicera xylosteum L.                                                                          | У лісах, серед чагарників — у Карпатах, Прикарпатті, Розточчі-Опіллі, західному Поліссі, Лісостепу, рідко | …                  | …                          |            |
| 27 | Крилоголовник оперений Pterocephalus plumosus (L.) F.Dietr.                                                       | На кам'янистих місцях — у Криму, переважно на ПБК, рідко | [ 5 ]              | …                          |            |
| 28 | Коростянка голубина Scabiosa columbaria L.                                                                        | На луках, схилах, лісових галявинах, галявинах — в Карпатах, західному Поділлі, Криму | [ 8 ]              | …                          |            |
| 29 | Коростянка гірська Scabiosa lucida Vill., у т. ч. Scabiosa opaca Klokov                                           | На луках альпійського та субальпійського поясів — у сх. Карпатах | …                  | …                          |            |
| 30 | Коростянка блідо-жовта Scabiosa ochroleuca L.                                                                     | У степах, на степових луках, схилах, на пісках — на б. ч. території | …                  | …                          |            |
| 31 | Комонник лучний Succisa pratensis Moench                                                                          | На вологих луках, у чагарниках, лісовими галявинами — в Карпатах, Лісостепу, лісовій зоні, звичайно; у Степу, дуже рідко (Ворошиловградська обл., м. Кремінна)                                                                        | [ 5 ]              | …                          |            |
| 32 | Комонничок зігнутий Succisella inflexa (Kluk) Beck                                                                | На вологих і болотних луках, у лісах, чагарниках — у Закарпатті й на Правобережному Поліссі, рідко. У ЧКУ має статус «рідкісний» | [ 5 ]              | …                          |            |
| 33 | Valeriana calcitrapae L., syn. Centranthus calcitrapae (L.) Dufr.                                                 | На скелях — у пд. Криму (Сімеїз, гора Кішка та скеля Діва). У ЧКУ має статус «зникаючий» | [ 6 ]              | …                          |            |
| 34 | Valeriana rubra L., syn. Centranthus ruber (L.) DC.                                                               | На скелях та кам'янистих схилах, у садах — у Кримському Лісостепу (Бахчисарай) та південному Криму (Микитський ботанічний сад) | …                  | …                          |            |
| 35 | Валер'яна дводомна Valeriana dioica L., у т. ч. Valeriana simplicifolia                                           | У заторфованих болотистих місцях, на сирих луках і серед чагарників — у Карпатах (хр. Чорногора) і Прикарпатті (Буковина) | [ 9 ]              | …                          |            |
| 36 | Валер'яна лікарська Valeriana officinalis L., у т. ч. Valeriana exaltata J.C.Mikan ex Pohl                        | На трав'яно-осокових болотах — у Карпатах, на Поліссі, у Лісостепу, Степу (по долинах рік) та м. Криму | …                  | …                          |            |
| 37 | Валер'яна трикрила Valeriana tripteris L., у т. ч. Valeriana transsilvanica Schur                                 | У тінистих лісах, чагарниках, на скелях, у порубках — у Карпатах | …                  | …                          |            |
| 38 | Валер'яна бульбиста Valeriana tuberosa L.                                                                         | На кам'янистих місцях у степах, чагарниках, на схилах — у півд. ч. Лісостепу і звичайний у Степу; в Криму тільки в сх. ч. (на Керченському півострові й ок. Планерського)                                                             | …                  | …                          |            |
| 39 | Валер'яна висока Valeriana excelsa Poir., у т. ч. Valeriana sambucifolia J.C.Mikan ex Pohl                        | На берегах річок, на вологих місцях, тінистих скелях — у Карпатах | [ 10 ]             | …                          |            |
| 40 | Валер'яна Ґроссгейма Valeriana grossheimii Vorosch.                                                               | У чагарниках і лісових галявинах — у Криму | …                  | …                          |            |
| 41 | Валер'яна російська Valeriana rossica P.A.Smirn.                                                                  | На степах, у чагарниках, на суходілових луках — у Лівобережному Лісостепу (у Сумській та Харківській областях) | …                  | …                          |            |
| 42 | Валер'яна волзька Valeriana wolgensis Kazak., syn. Valeriana tanaitica Vorosch.                                   | На суходольних, рідше заливних луках, у чагарниках, на лісових галявинах, по схилах балок — дуже рідкісна рослина у заплаві Сів. Дінця                                                                                                | …                  | …                          |            |
| 43 | Валер'яна повзучопагонова Valeriana stolonifera Czern.                                                            | У дубових і грабових лісах, соснових борах, на лісових галявинах і узліссях, сухих луках, на схилах у чагарниках і лучних степах — майже на всій території                                                                            | [ 11 ]             | …                          |            |
| 44 | Valeriana carinata (Loisel.) Christenh. & Byng, syn. Valerianella carinata Loisel.                                | На відкритих місцях, частіше на пісках або відслоненнях гірських порід — у Правобережному, Лівобережному і Донецькому Лісостепу, Степу та Криму                                                                                       | [ 12 ]             | …                          |            |
| 45 | Valeriana pleurota Christenh. & Byng, syn. Valerianella costata (Steven) Betcke                                   | На степах, урвищах, схилах, солонцюватих луках і як бур'ян на відкритих місцях — у Степу, Кримському Лісостепу | …                  | …                          |            |
| 46 | Valeriana lanata Christenh. & Byng, syn. Valerianella lasiocarpa (Steven) Betcke                                  | На степових схилах, у засміченим місцях — у Правобережному Степу і Криму | …                  | …                          |            |
| 47 | Valeriana locusta L., syn. Valerianella locusta (L.) Laterr.                                                      | На полях і засмічених місцях — у західному Поліссі, Правобережному, Лівобережному й Донецькому Лісостепу, Степу (за винятком крайнього півдня) і Криму                                                                                | …                  | …                          |            |
| 48 | Valeriana pontica (Lipsky) Christenh. & Byng, syn. Valerianella pontica Lipsky                                    | На сухих схилах, скелях і як бур'ян на полях — у Кримському Степу (Керченський півострів) | …                  | …                          |            |
| 49 | Valeriana turgida (Steven) Christenh. & Byng, syn. Valerianella turgida (Steven) Betcke                           | На кам'янистих схилах, у чагарниках, на полях і засмічених місцях — у Степу на півдні (Одеська та Херсонська області), Криму | …                  | …                          |            |
| 50 | Valeriana coronata (L.) Mill., syn. Valerianella coronata (L.) DC.                                                | На схилах і полях — переважно в Степу, а також у Кримському Лісостепу, Передгірному і Південному Криму | [ 13 ]             | …                          |            |
| 51 | Valeriana pumila (L.) Willd., syn. Valerianella pumila (L.) DC., Valerianella brachystephana (Ten.) Bertol.       | На солонцюватих луках, урвищах, виноградниках, схилах — у Лісостепу (Одеська обл.), півдні Степу та Криму | …                  | …                          |            |
| 52 | Valeriana uncinata M.Bieb., syn. Valerianella uncinata (M.Bieb.) Dufr.                                            | На сухих кам'янистих схилах, у чагарниках, посівах та покладах — у Кримському Степу тільки на Керченському півострові (поблизу мису Тархан)                                                                                           | …                  | …                          |            |
| 53 | Valeriana dentata (L.) Pollich, syn. Valerianella dentata (L.) All.                                               | На полях, схилах, у відкритих місцях — на заході та в Криму | [ 14 ]             | …                          |            |
| 54 | Valeriana echinata L., syn. Valerianella echinata (L.) DC.                                                        | На сухих кам'янистих схилах, іноді як бур'ян — у Передгірному (Севастополь, Балаклава) та пд. Криму (Ялтинський р-н, Микита, Судак)                                                                                                   | …                  | …                          |            |
| 55 | Valeriana rimosa (Bastard) Christenh. & Byng, syn. Valerianella rimosa Bastard                                    | На сухих схилах, полях, перелогах — у західному Поліссі, волинському, західному, правобережному та кримському Лісостепу, пд.-зх. Степу                                                                                                | …                  | …                          |            |
| 56 | Valeriana kotschyi (Boiss.) Christenh. & Byng, syn. Valerianella kotschyi Boiss.                                  | На схилах, у посівах — на півдні (в ок. Миколаєва та Кримській обл., Ленінському р-ні, с. Чорноморському) | [ 15 ]             | …                          |            |
| 57 | Мласкавець голчастий Valeriana eriocarpa (Desv.) Christenh. & Byng, syn. Valerianella eriocarpa Desv.             | У Криму повсюдно; у вітчизняній літературі вид помилково наводився під назвою Valerianella muricata (Steven ex M.Bieb.) W.H.Baxter | [ 7 ]              | …                          |            |
| 58 | Valerianella falconida Shvedtsch.                                                                                 | У Криму (кримський ендемік); для України вид раніше наводився як Valerianella falconida Schvedtsch. | [ 7 ]              | …                          |            |